# 黃貓埡戰鬥遺址
黃貓埡戰鬥遺址位於四川省廣元市蒼溪縣，文物遺址年代判定為1934年。2012年7月16日公佈為第八批四川省文物保護單位。
黃貓埡戰鬥遺址位於四川省廣元市蒼溪縣黃貓鄉高臺村一組。1934年8月9日，紅四方面軍在萬源縣青龍觀開始反劉湘軍“六路圍攻”，在黃貓埡阻擊劉湘部軍。黃貓埡戰鬥結束後，紅三十軍於1934年9月22日佔領蒼溪縣城。黃貓埡戰鬥遺址呈長方形佈局，東西長350米，南北寬250米，分佈面積87500平方米。遺址內遺存有戰坡、戰地醫院以及作戰指揮所。1967年，蒼溪縣人民政府修建了“黃貓埡戰役勝利紀念碑”豎立于黃貓埡口。紀念碑高2.4米，寬1.35米，厚0.15米。兩側立無名烈士墓12座。2006年，黃貓埡戰鬥遺址被蒼溪縣人民政府公佈為縣級文物保護單位。